# Theater des Eros
Das Theater des Eros war ein Theaterensemble, das in der Zeit der Weimarer Republik in Berlin bestand.
1919 nach dem Ersten Weltkrieg gründete sich das Theater des Eros, das anfangs eine private Lesegruppe in Berlin war. Erste Proben fanden im Arbeitsraum des Institutes von Magnus Hirschfeld statt. Nach mehreren Umzügen konnte die private Theatergruppe im Juli 1921 ihr erstes Theaterstück öffentlich aufführen. Dabei handelte es sich um eine Bühnenadaption des Romans Die Infamen, den Guido Hermann Eckardt 1906 unter dem Pseudonym Fritz Geron Pernauhm publiziert hatte. Die Aufführungen der Theatergruppe fanden im Stadttheater von Berlin-Moabit statt. In der Zeitschrift Die Freundschaft wurden die Theatervorführungen positiv beworben. Bis 1923 hatte das Theaterensemble 17 Theaterstücke mit homosexueller Thematik auf die Bühne in Moabit gebracht.
1923 geriet das Theaterensemble in finanzielle Nöte. Finanzielle Rettung erfolgte durch den Berliner Publizisten und LSBT-Aktivisten Friedrich Radszuweit.  Da Radszuweit in der Folgezeit versuchte, sich auch künstlerisch in die Belange der Theatergruppe einzumischen, kam es zu Unstimmigkeiten. Die Schauspieler trennten sich daraufhin von Radszuweit, der ihnen deswegen die Geldmittel entzog und eine eigene Theatergruppe mit neuen Schauspielern unter dem Namen Theater des Eros gründete. Da das bisherige Theaterensemble keine Möglichkeiten zur Finanzierung der Gruppe fand, löste sich das ursprüngliche Ensemble auf.